# 市川貴大
市川 貴大（いちかわ たかひろ、1997年5月17日 - ）は、日本のプロサーファー。

## 人物・経歴
千葉県立柏井高等学校卒業、千葉商科大学サービス創造学部在籍。高校1年生の冬よりサーフィンを始め、大学進学後に プロサーファーになるためのチャレンジを開始。2018年10月に宮崎県で開催されたアマチュア最高峰の大会「12th All Japan Surfing Grand Champion Games 2018」のロングボードメンズオープンクラスで初優勝を飾る。2019年7月一般社団法人日本プロサーフィン連盟(JPSA)主催「JPSAジャパンプロサーフィンツアー2019 ロングボード」プロトライアルを通過し、プロサーファー転向
。